# Glabrocyphella
Glabrocyphella es un género de hongos en la familia Marasmiaceae. Este género posee una distribución amplia y contiene 13 especies.

## Especies
- Glabrocyphella ailanthi
- Glabrocyphella bananae
- Glabrocyphella brunneocrystallina
- Glabrocyphella dermatoides
- Glabrocyphella ellisiana
- Glabrocyphella epileucina
- Glabrocyphella filicicola
- Glabrocyphella ohiensis
- Glabrocyphella palmarum
- Glabrocyphella rubescens
- Glabrocyphella upplandensis